# Veronica Hedenmark
Veronica Hedenmark, född 1977 i Göteborg är entreprenör och grundare av VH assistans, VH action och VH kids, som arbetar med personlig assistans för barn, ungdomar och vuxna med funktionsnedsättning. Idag har företaget över 1000 anställda från Kiruna i norr till Ystad i söder.

## Bakgrund
Veronica Hedenmark föddes med benskörhet och när hon gick ut gymnasiet som 19-åring ville försäkringskassan förtidspensionera henne. Redan då fann Veronica sitt inre mål och efter en livskris startade hon VH assistans vid köksbordet hemma i Falun. Veronica har sedan starten av VH assistans prisats med flera utmärkelser för sitt framgångsrika ledarskap.

## Utmärkelser
Hedenmark är känd från tv och media, och arbetar vid sidan om företaget som föreläsare och debattör. År 2009 fick Veronica Hedenmark Kompassrosen, konungens eget pris till unga ledare. Hon vann också Mångfaldspriset på 2009 års stora chefsgala och blev utsedd av tidningen Affärsvärlden som en av landets 100  Mäktigaste ledare under 40 år. Hon hamnade på sjunde plats i samma tidnings Supertalangtävling. Hon blev utsedd av EU att som enda entreprenör representera Sverige i den första SME-week någonsin i Bryssel på temat "Small business big ideas" och valdes också ut att medverka i en film som ska skildra svenskt vardagsliv i EU:s nya besökscentral i Bryssel. År 2008 blev hon utsedd till kvinnlig ambassadör av den svenska näringsministern och var finalist till Göranpriset. År 2009 var hon finalist i BBA, Beautiful Business Award.